# Qualcuno nella notte
Qualcuno nella notte (Nightlight) è un film per la televisione statunitense del 2003 diretto da Louis Belanger, con protagonisti Shannen Doherty e Michel Francoeur, prodotto dalla Hearst Entertainment (ora Lionsgate). Il film, noto anche con i titoli Incubo segreto e Alveare del terrore – rispettivamente utilizzati per la distribuzione home video e per la trasmissione sia su Rai 2 che su Irpinia TV – è un remake di Pericolo in agguato (1978).

## Trama
Dopo aver rotto la relazione con il suo fidanzato Brent, la bella Celeste Timmerman si trasferisce in un nuovo appartamento in una zona esclusiva di New York. Qui inizia ad essere perseguitata dalle telefonate di un misterioso individuo che la spia e la minaccia di morte se non si atterrà alle sue regole. Nonostante il molestatore l'avesse sconsigliata, Celeste si rivolge alla polizia ma nessuna delle precauzioni suggeritele dagli agenti ha successo: l'uomo continua a tormentarla, arrivando anche ad introdursi in casa durante la sua assenza. Determinata a porre fine all'incubo, Celeste, aiutata dalla migliore amica Tasha e da Brent, con il quale è tornata insieme, decide di affrontare il maniaco con le sue stesse armi: acquista un telescopio e inizia a tenere sotto controllo gli inquilini del palazzo di fronte al suo.